# 锡金海棠
锡金海棠（学名：Malus sikkimensis）一种分布于印度东北部、尼泊尔、不丹及中国西南地区落叶小乔木，隶属于蔷薇科苹果属，在中国属于国家二级重点保护野生植物。

## 形态特征
锡金海棠高6～8米，小枝幼时被绒毛。叶呈卵形或卵状披针形，长5-7厘米，先端渐尖，基部圆或宽楔形，有尖锐锯齿，上面无毛，下面被短绒毛，沿中脉和侧脉较密；叶柄长1-3.5厘米，幼时有绒毛，后渐脱落；托叶钻形，早落。伞形花序生于枝顶，有6-10花；花梗长3.5-5厘米，初被绒毛，后渐脱落；花径2.5-3厘米；萼筒椭圆形，萼片披针形，初被绒毛，后渐脱落，花后反折；花瓣白色，近圆形，有短爪，外被绒毛；雄蕊25-30，花柱5，基部合生，无毛。果倒卵状球形或梨形，径1-1.8厘米，成熟时暗红色。